# نکن (ترانه اد شیرن)
«نکن» تک‌آهنگی از هنرمند اهل بریتانیا اد شیرن است که در ۱۴ اوت ۲۰۱۴ منتشر شد. این تک‌آهنگ در آلبوم ضرب (آلبوم اد شیرن) قرار داشت.
این تک‌آهنگ در چارت‌های کانادا، دانمارک، استرالیا، سوئیس، نیوزلند، بریتانیا جزو ده ترانه اول قرار گرفت. این ترانه اولین ترانه اد شیرن بود که به ده تای اول در چارت انگلستان دست پیدا کرد.

## توضیحات
شایعه شده است "نکن" در مورد تقلب الی گولدینگ با شیران با نایل هوران از One Direction به شیران است.  او که آهنگ را برای تیلور سوئیفت پخش کرده بود ، گفت: "او دقیقاً مانند" هر اتفاقی که بین ما و به عنوان دوست افتاده باشد ، هرگز نمی خواهم تو را خیلی خسته کنم ". این آهنگ "به عنوان یک ریف روی تلفن او" شروع به کار کرد و ابتدا با بنی بلانکو ضبط شد ، سپس دوباره با ریک روبین با حضور دو تهیه کننده برای تولید برش نهایی همراه شد. این آهنگ تقریباً به آلبوم راه پیدا نمی کرد ، زیرا شیران احساس می کرد "کمی شخصی" است ، اما کسانی که نسخه ی نمایشی را شنیده بودند از آنها خواستند که آن را منتشر کنند ، زیرا "یک آهنگ خوب است ... بنابراین پایان یافت  در رکورد ".
قرار بود "نکن" به عنوان اولین تک آهنگ از آلبوم تا مارس 2014 که انتخاب "آواز" انتخاب شود.  بیلبورد حدس می زند که گروه تحریک آمیز "آیا با عشق من نیست" این تغییر را تحریک می کند.  شیران قطعه ای از این آهنگ را در تبلیغات تجاری Beats توسط دکتر Dre در ماه مه 2014 آغاز کرد. در 13 ژوئن 2014 ، "نکن" در دسترس مشتریانی قرار گرفت که x را به عنوان دومین آهنگ تبلیغاتی "فوری رایگان" پس از "One" پیش خرید کرده و جریان صوتی رسمی در صفحه یوتیوب شیرن منتشر شد. یک نمایش طولانی همراه با انتشار تک آهنگ ، شامل یک ریمیکس از ریک راس ، کاور زنده "همسر من باش" ساخته نینا سیمون و یک آهنگ غیر آلبومی "شما همه چیز هستید" بود.  قابل ذکر است که شعر اد در ریمیکس ریک راس سانسور نشده بلکه در نسخه آلبوم وجود دارد.